# Викидна лінія
Лінія викидна (рос. линия выбрасывания; рос. выкидная линия; англ. delivery line, blowing line, exhaust line, flow line, нім. Auswurfleitung f) — у свердловинних технологіях нафтовидобування -
- 1) Лінія (трубопровід), якою нафта надходить у внутрішньопромисловий збірний трубопровід (шлейф).

- 2) Лінія (трубопровід, рукав) витікання із свердловини бурового агента.